# クリシェ
クリシェ（フランス語: cliché、発音: [kli'ʃe]）は、乱用の結果、意図された力・目新しさが失われた句（常套句、決まり文句）・表現・概念を指す。
さらにはシチュエーション・筋書きの技法・テーマ・ステレオタイプな性格描写において、陳腐でありふれた修辞技法の対象（要約すれば、記号論の「サイン」）にも適用される。
否定的な文脈で使われることが多い。

## 識別
目新しさ、またはその表現の使用の頻度は時と場所によって様々であるから、それがクリシェかどうかは、使う人・使われる文脈・判断を下す人に大きく依存している。
クリシェの意味は時代によって変化し、混乱するか使われなくなることも多い。
ある技法がクリシェを使っていると識別されるとき、それは作者が独創的な着想に尽きて、想像力に欠けるものに助けを求めたと解釈されることが多い。その理由は、それが創造的な技法の中ではほとんど常にネガティヴな要素だからである。ただし、喜劇では例外で、クリシェであることでシチュエーションがユーモアを得る。

## 音楽における用法
音楽理論一般において、特定の和声すなわち和音の連続において、それらの構成音のうち一つの音程を半音ずつ変化させていく図式をクリシェという。音楽理論におけるクリシェは、単にコード進行の図式のことであり、それ自体に否定的意味も肯定的な意味も持ち得ず、単にコード進行を説明する場合などに分析的に用いられる。
クリシェの具体的な例としては、ハ長調（KeyがC Majorの場合）において、C→CMajor7→C7と言うコード進行はクリシェである。このクリシェでは、トニックトライアド（C）の構成音のうちルート音が半音ずつ下降していくことによりC7に至り、一般的には、サブドミナント（F）へ接続する場合などに音楽理論の文脈においては効果的に作用すると説明される。またこの例は、アンサンブルにおいて最も低い音価すなわちベースノートのみ半音ずつ下がる場合にもクリシェとして成立し、その場合には、ベース・クリシェ（Base Cliche）と呼ばれる。代表的な例としては、ビートルズの「ミッシェル」のイントロダクションや「サムシング」のAメロ冒頭が挙げられる。